# Ahdaf Soueif

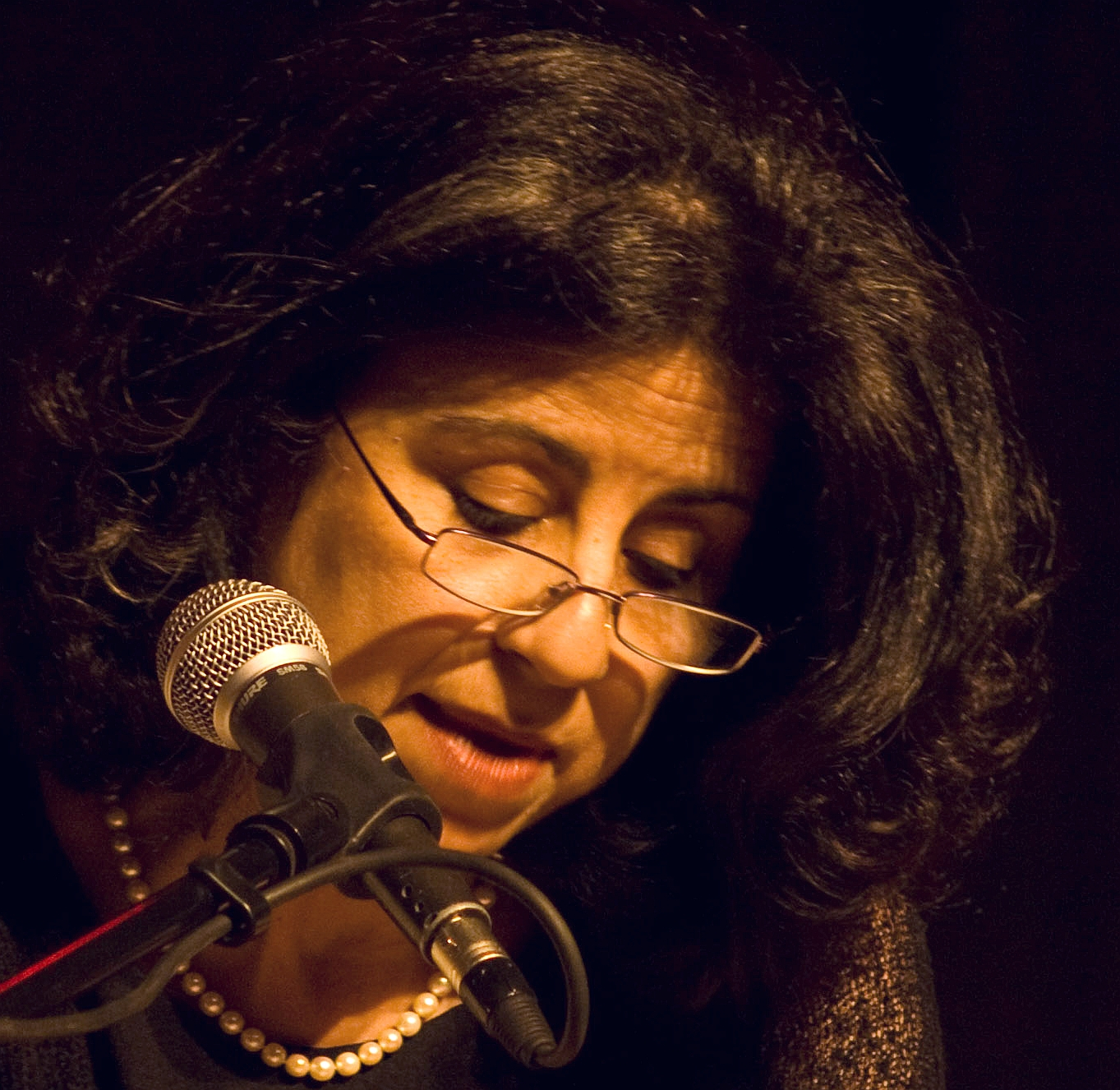
Ahdaf Soueif, 2008

Ahdaf Soueif  (arabisch أهداف سويف, DMG ʾAhdāf Suwaīf; geboren 23. März 1950 in Kairo) ist eine ägyptisch-britische Schriftstellerin.

## Leben
Ahdaf Soueif (arabisch أهْداف سُوَيْف) wuchs in Ägypten und Großbritannien auf und studierte an der Lancaster University, wo sie promoviert wurde.
1993 veröffentlichte sie ihren ersten Roman Eye of the Sun, den sie, wie auch ihre weiteren Romane, in englischer Sprache schrieb. Ihr zweiter Roman The Map of Love (1999) war auf der Shortlist des Man Booker Prize nominiert. Sie übersetzte Mourid Barghouti ins Englische. Ihre Artikel über Kultur und Politik erscheinen in führenden arabischen und europäischen Zeitungen.
2008 war sie unter den Gründern des Palestine Festival of Literature.
Sie war mit dem Literaturkritiker Ian Hamilton (1938–2001) verheiratet, mit dem sie zwei Kinder hat.

## Politische Aktivistin
Soueif wurde am 9. Mai 2019 für den „Europäischen Kulturpreis“ der European Cultural Foundation als Preisträgerin des Jahres 2019 ausgewählt – „ausdrücklich für ihren 'Aktivismus'“ und als „Vermittlerin zwischen Okzident und Orient“: „Ahdaf Soueif hat sich in ihren fiktionalen Texten unter anderem auf sehr eindrückliche Weise dem arabischen Geschlechterverhältnis gewidmet. Sie hat auch den kurzen demokratischen Frühling in Ägypten publizistisch begleitet“. Dass die Auswahl der Preisträgerin erfolgte, ohne dabei ihren „unversöhnlichen 'Antizionismus' auch nur zu erwähnen“, wurde von der Presse zugleich kritisch bemerkt.
Im Oktober 2024 gehörte Soueif zu den Unterzeichnern eines Aufrufs zum Boykott israelischer Kulturinstitutionen, „die an der überwältigenden Unterdrückung der Palästinenser mitschuldig sind oder diese stillschweigend beobachtet haben“.

## Werke (Auswahl)

### Als Autorin
Erzählungen
- I Think of You. Selected stories of „Aisha“ and „Sandpiper“. Bloomsbury, London 2007, ISBN 978-0-7475-8819-1.[6]
- Sandpiper. Short stories. Bloomsbury, London 1996, ISBN 0-7475-2481-5.[7]
  - deutsch: Fremder Zauber. Erzählungen. Goldmann, München 1997, ISBN 3-442-43775-X (aus dem Englischen übersetzt von Angelika Felenda).
- Aisha. Short stories. Cape Books, London 1983, ISBN 0-224-02097-8.
  - Aischa. Liebesgeschichten aus Ägypten (= Die Frau in der Literatur). Ullstein, Frankfurt am Main 1989, ISBN 3-548-30217-3 (aus dem Englischen übersetzt von Maria Mill).

Essays
- Mezzaterra. Fragments from the Common Ground. Bloomsbury, London 2004, ISBN 0-7475-7725-0.

Romane
- The Map of Love. A novel. Bloomsbury, London 2007, ISBN 978-0-7475-9002-6 (EA London 1999)
  - deutsch: Die Landkarte der Liebe. Roman. RM-Buch-und-Medien-Vertrieb, Rheda-Wiedenbrück 2000 (aus dem Englischen übersetzt von Angelika Felenda).
- In the Eye of the Sun. Bloomsbury, London 1999, ISBN 0-7475-4589-8 (EA New York 1992)

Sachbücher
- Cairo. Memoir of a city transformed. Pantheon Books, New York 2014, ISBN 978-0-307-90810-0 (früherer Titel: Cairo. My City, Our Revolution).

### Als Übersetzerin
- Mourid Barghouti: I Saw Ramallah. Bloomsbury, London 2005, ISBN 0-7475-7470-7 (EA New York 2003)